# Groundbirch
Groundbirch est une communauté située dans la province de la Colombie-Britannique, dans le nord-est.